# Gategöl (Virserums socken, Småland, 635117-148578)
Gategöl är en sjö i Hultsfreds kommun i Småland och ingår i Emåns huvudavrinningsområde.